# Metagonia lingua
Metagonia lingua är en spindelart som först beskrevs av Schmidt 1956.  Metagonia lingua ingår i släktet Metagonia och familjen dallerspindlar.
Artens utbredningsområde är Colombia. Inga underarter finns listade i Catalogue of Life.